# 景林邨
景林邨（英語：King Lam Estate，建於將軍澳第23區，是香港的公共屋邨之一，位於將軍澳寶琳填海區（將軍澳第23區），屬於香港房屋委員會的轄下屋邨；也屬將軍澳填海區較早建屋及遷入的樓宇。
浩明苑（英語：Ho Ming Court）是景林邨旁邊的一個居者有其屋屋苑，只有一座樓宇，也在1990年落成；原本是景林邨第5座未命名的樓宇，不過及後甄選在居者有其屋計劃出售，並且改為現名。

## 歷史
景林邨為將軍澳第三個公共屋邨。四期工程分別於1990年1月至1991年8月落成竣工。第一至三期共提供3,643個租住單位，而第四期則提供1,517個單位。當中部份單位用作安置油塘邨22-26座重建的住戶，另外900伙用於安置荔枝角道臨時房屋區住戶。
此外，景林邨連同一些較舊屋邨單位亦是秀茂坪邨1-17座單身長者住戶的主要安置資源，但因為此邨當時交通不便，那時的長者普遍不願接受這次編配。
其後房委會於2001年2月把邨內單位於租者置其屋計劃第四期發售予租戶，現時由業主立案法團管理屋邨事務。

## 屋邨特色及資料

### 景林邨樓宇
景林邨在全港Y型大廈中，總共開創了三項「第一」和「唯一」的設計：
- 景棉樓每翼翼尾的窗戶指向同一方向，以減緩交通造成的噪音污染，是全港唯一採用此設計的Y3型大廈
- 景榕樓是全港唯一同時將三房及兩房單位分間出「劏房」，是提供最多單位的Y4型大廈
- 景桃樓為首座後期型設計（新升降機機房設計，設有緊急發電機房及矮化走廊）的Y3型大廈，雖然逃生門通風口及鐵窗未延至天花

另外，景林邨全部樓宇（不包括浩明苑）的名稱中間（景◯樓）部首均以木部及樹木名稱為主，而Y3型樓宇名稱的反讀（不包括「樓」字）與屯門兆山苑的樓宇命名相同。
| 樓宇名稱（座號） | 樓宇類型            | 落成日期   | 樓宇層數 （住宅層數） | 每層伙數                         | 每座單位總數（伙） | 地下設施／機構                                                                                             | 承建商                      | 提供升降機的廠商 | 期數 |
| ---------------- | ------------------- | ---------- | --------------------- | -------------------------------- | ------------------ | --- | --------------------------- | ---------------- | ---- |
| 景松樓（第1座）  | 單翼新長型          | 1990年8月  | 20（19）              | 22（景櫚樓1樓） 26（其餘樓層）   | （待補）           | 景林商場店舖                                                                                               | 青木建設                    | 東芝             | 3    |
| 景櫚樓（第2座）  | 單翼新長型          | 1990年8月  | 20（19）              | 22（景櫚樓1樓） 26（其餘樓層）   | （待補）           | 景林商場店舖 景林邨管業處 景林邨業主立案法團                                                               | 青木建設                    | 東芝             | 3    |
| 景棉樓（第3座）  | Y3型 （早期型設計） | 1990年1月  | 35（34）              | 沒有住宅單位（1樓） 27（2-34樓） | （待補）           | 基督教家庭服務中心任白慈善基金景林安老院 （亦同時租用一樓）                                                | 瑞安建業                    | 富士達           | 1    |
| 景楠樓（第4座）  | Y4型 （早期型設計） | 1990年3月  | 35（34）              | 21（1-34樓）                     | （待補）           | 香港浸信會聯會香港西北扶輪社幼稚園                                                                         | 瑞安建業                    | 富士達           | 1    |
| 景桃樓（第6座）  | Y3型 （後期型設計） | 1990年10月 | 35（34）              | 31（1-34樓）                     | （待補）           | 東將軍澳綜合家庭服務中心 北將軍澳綜合家庭服務中心 香港學生輔助會馬可紀念之家（租用一樓部份單位及二樓全層） | 瑞安建業                    | 富士達           | 2    |
| 景榆樓（第7座）  | Y3型 （後期型設計） | 1991年8月  | 35（34）              | 24（1-34樓）                     | （待補）           | 保良局余堯燊紀念工場                                                                                       | 順成建築 （地基為金門建築） | 迅達             | 4    |
| 景榕樓（第8座）  | Y4型 （後期型設計） | 1991年8月  | 35（34）              | 18（1樓） 25（2-34樓）           | （待補）           | 靈實白普理景林社區健康發展中心 保良局景林宿舍（亦同時租用一樓）                                            | 順成建築 （地基為金門建築） | 迅達             | 4    |

（註：因發展計劃內的第5座已經轉作居者有其屋計劃屋苑 - 浩明苑的關係，故此略去部份座號。上述座號是以房屋署Estate Property的記錄為依歸。）
以粗體標注的樓宇設有供1-2人住戶入住的「劏房」，以安置油塘邨、秀茂坪邨、高超道邨及荔枝角道臨時房屋區的居民。

### 浩明苑樓宇
浩明苑於1990年落成竣工。
| 樓宇名稱（座號）     | 樓宇類型            | 落成日期   | 樓宇層數 （住宅層數） | 每層伙數 | 單位總數（伙） | 地下機構           | 承建商   | 提供升降機的廠商 | 期數 |
| -------------------- | ------------------- | ---------- | --------------------- | -------- | -------------- | ------------------ | -------- | ---------------- | ---- |
| 浩明苑（A座／第5座） | Y3型 （後期型設計） | 1990年11月 | 35（34）              | 24       | 816            | 東華三院力勤幼稚園 | 瑞安建業 | 富士達           | 2    |

## 公共設施

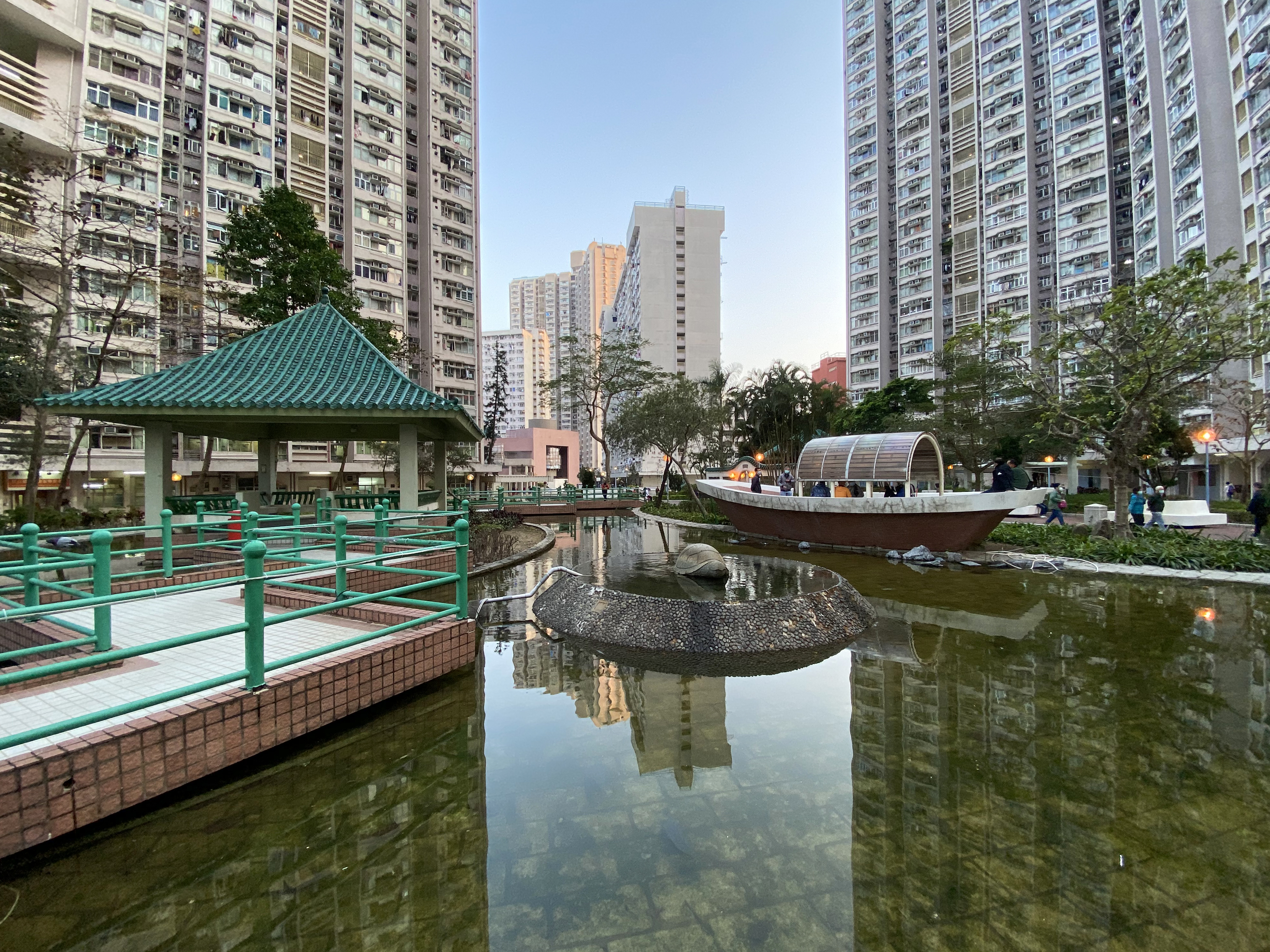
屋邨內的池塘及涼亭，曾獲獎為香港優美公共屋邨之一

### 康樂設施
景林邨內設有網球場、籃球場、足球場、羽毛球場、兒童遊樂場、滾軸溜冰場及位於邨中心中央公園與圓形舞台為居民提供休憩娛樂地方。
中央公園附有涼亭及小型人工湖，水池內養有錦鯉及巴西龜可供觀賞。該人工湖設計精美，曾經獲獎為香港優美公共屋邨之一。

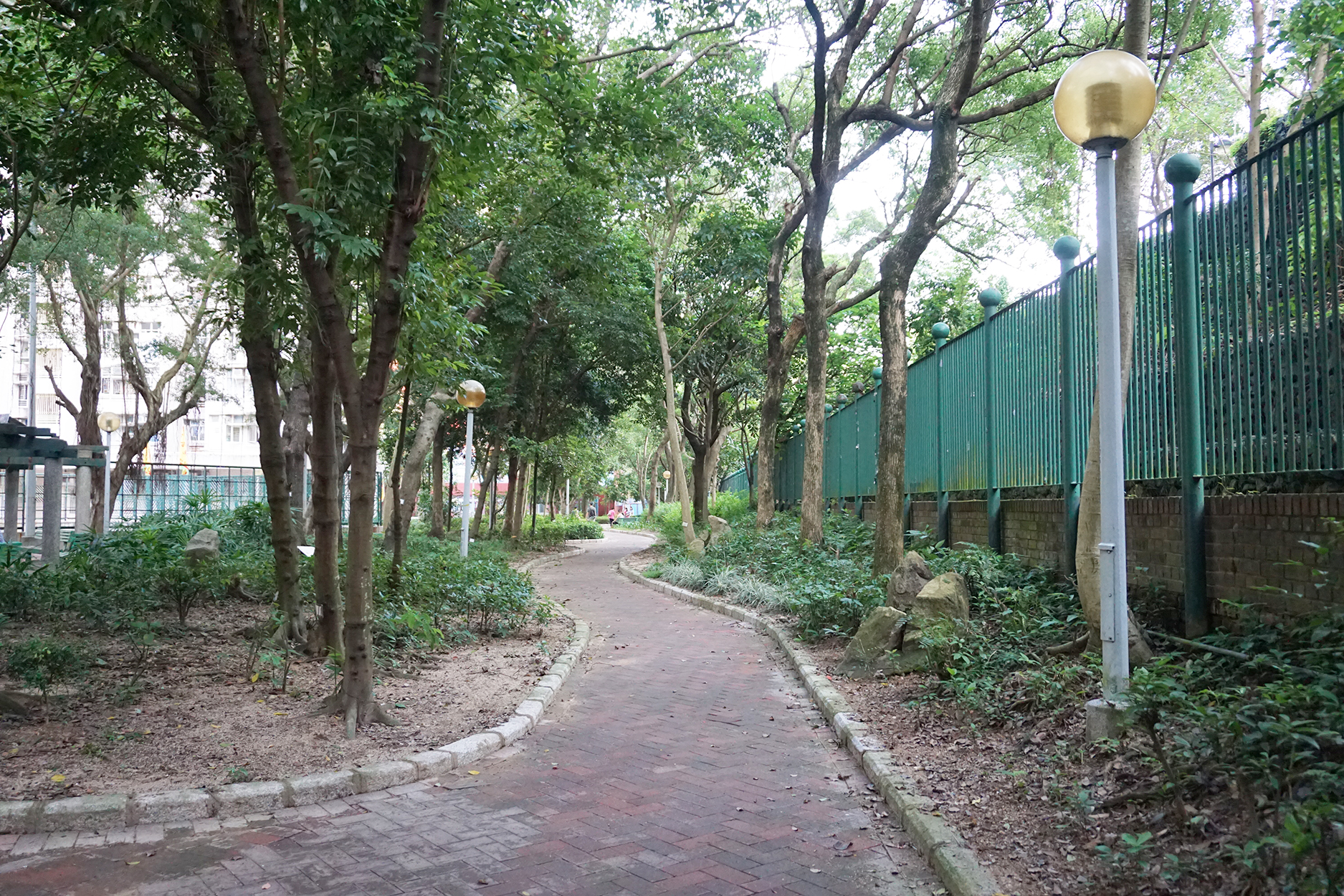
園景及緩跑徑
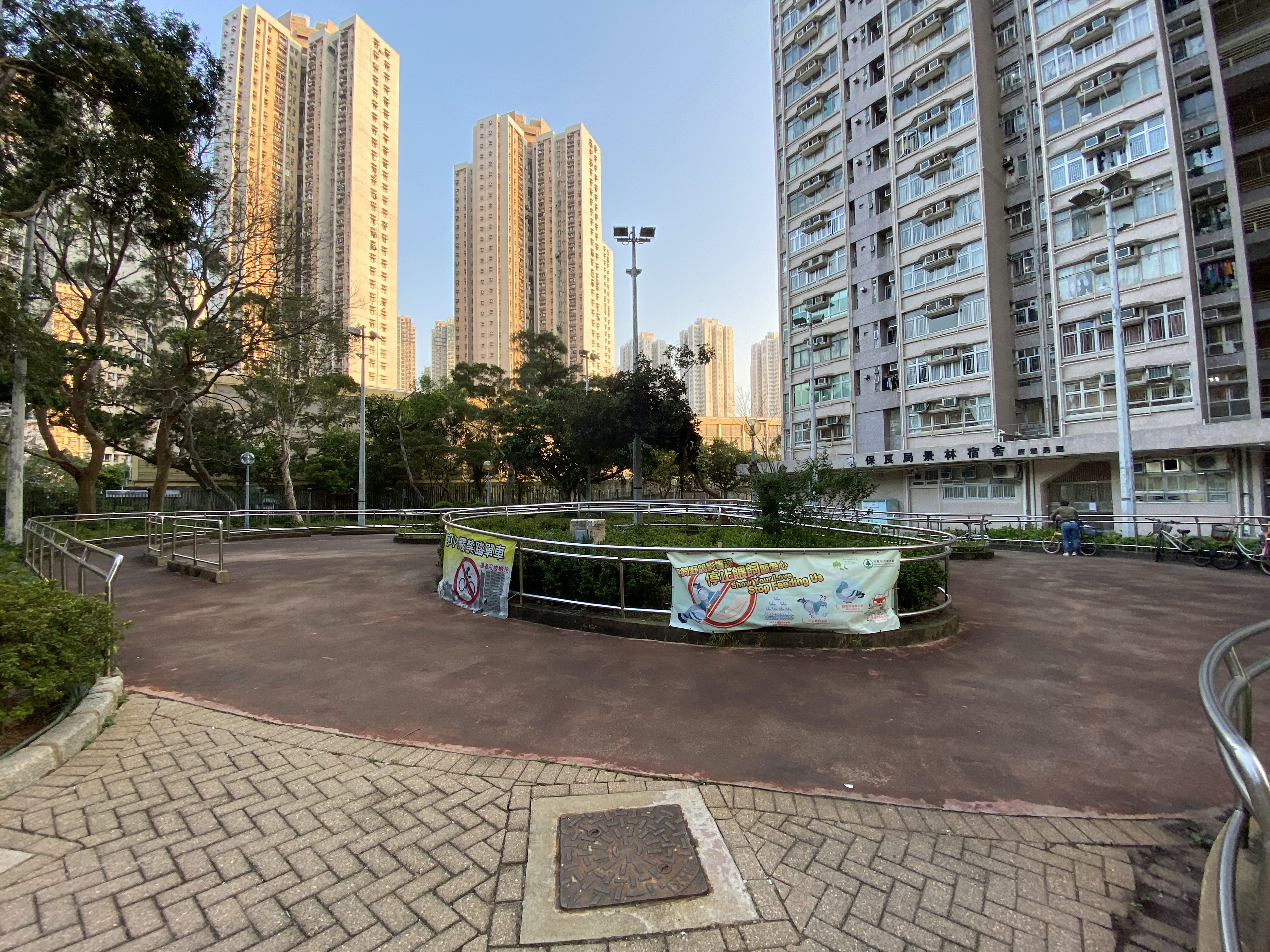
滾軸溜冰場
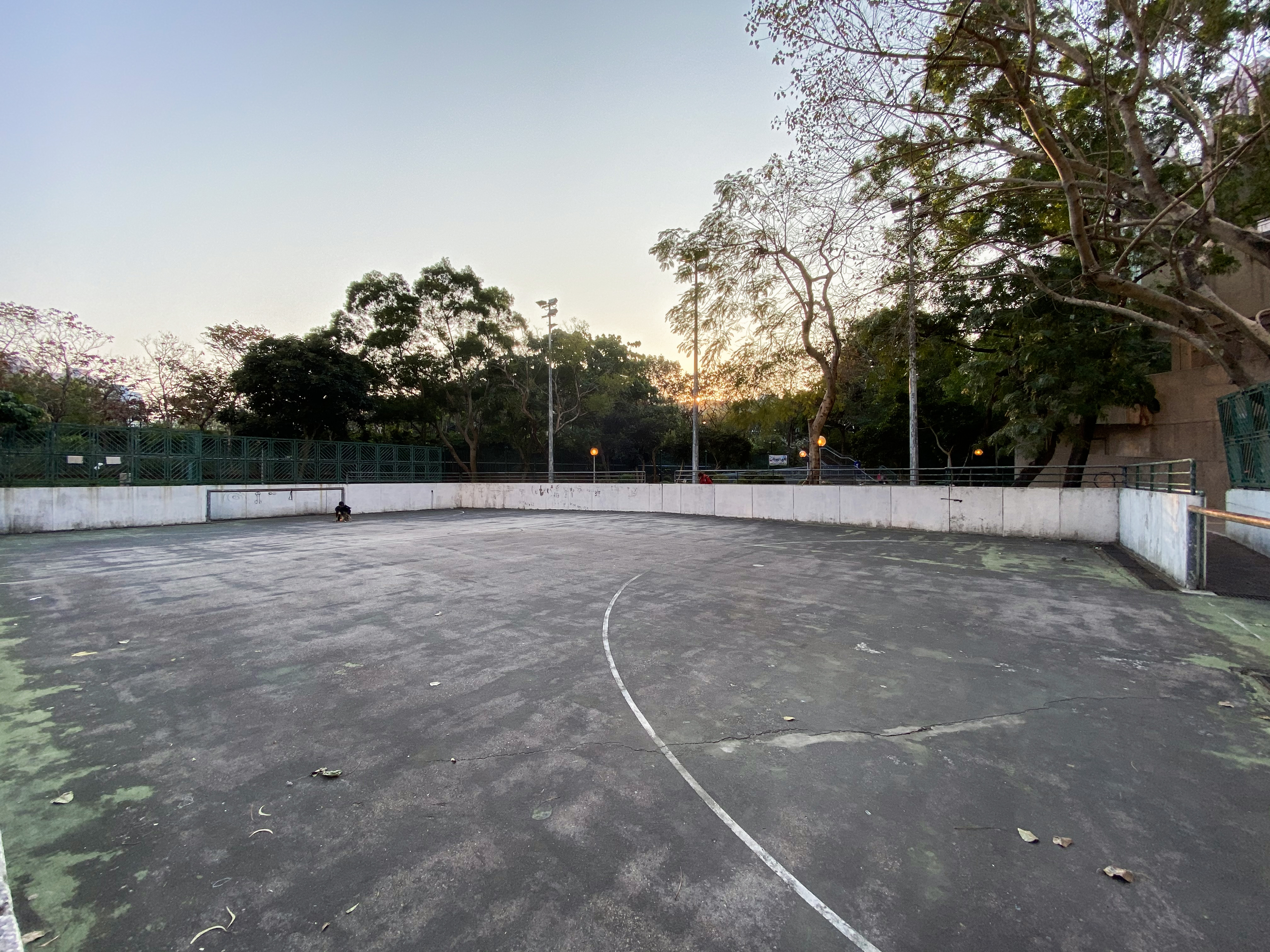
足球場
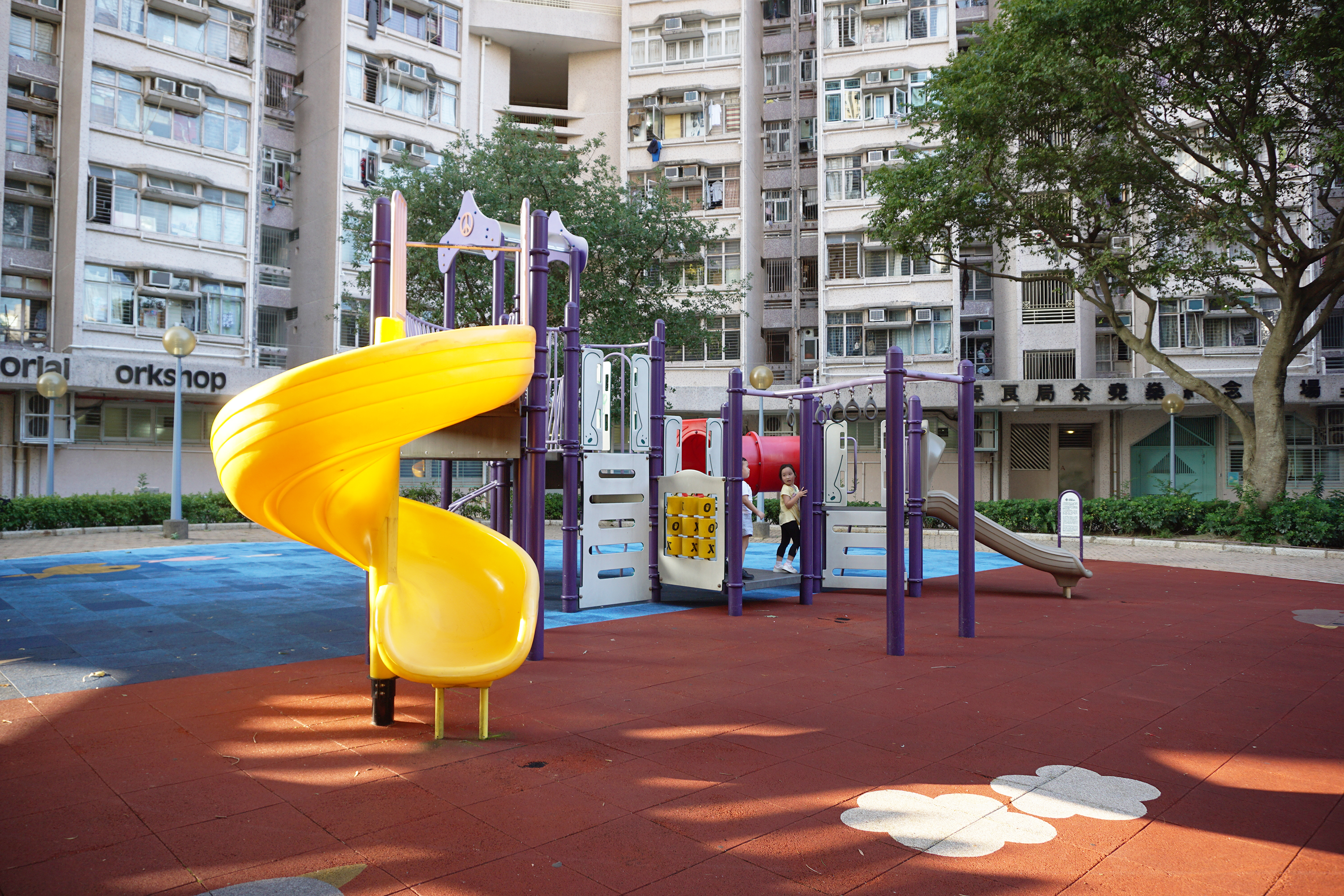
兒童遊樂場
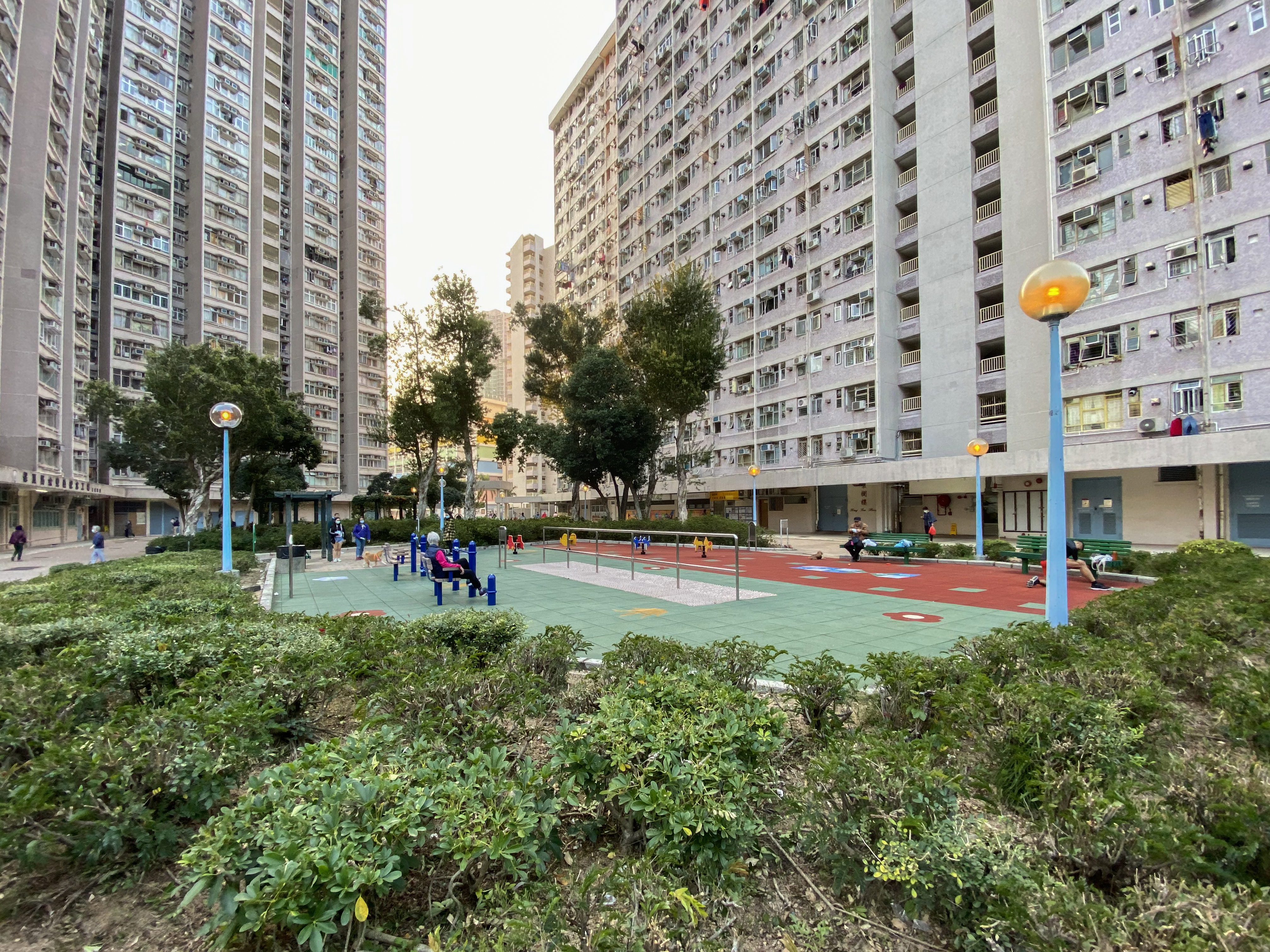
新款彈簧椅、卵石路步行徑及健體區
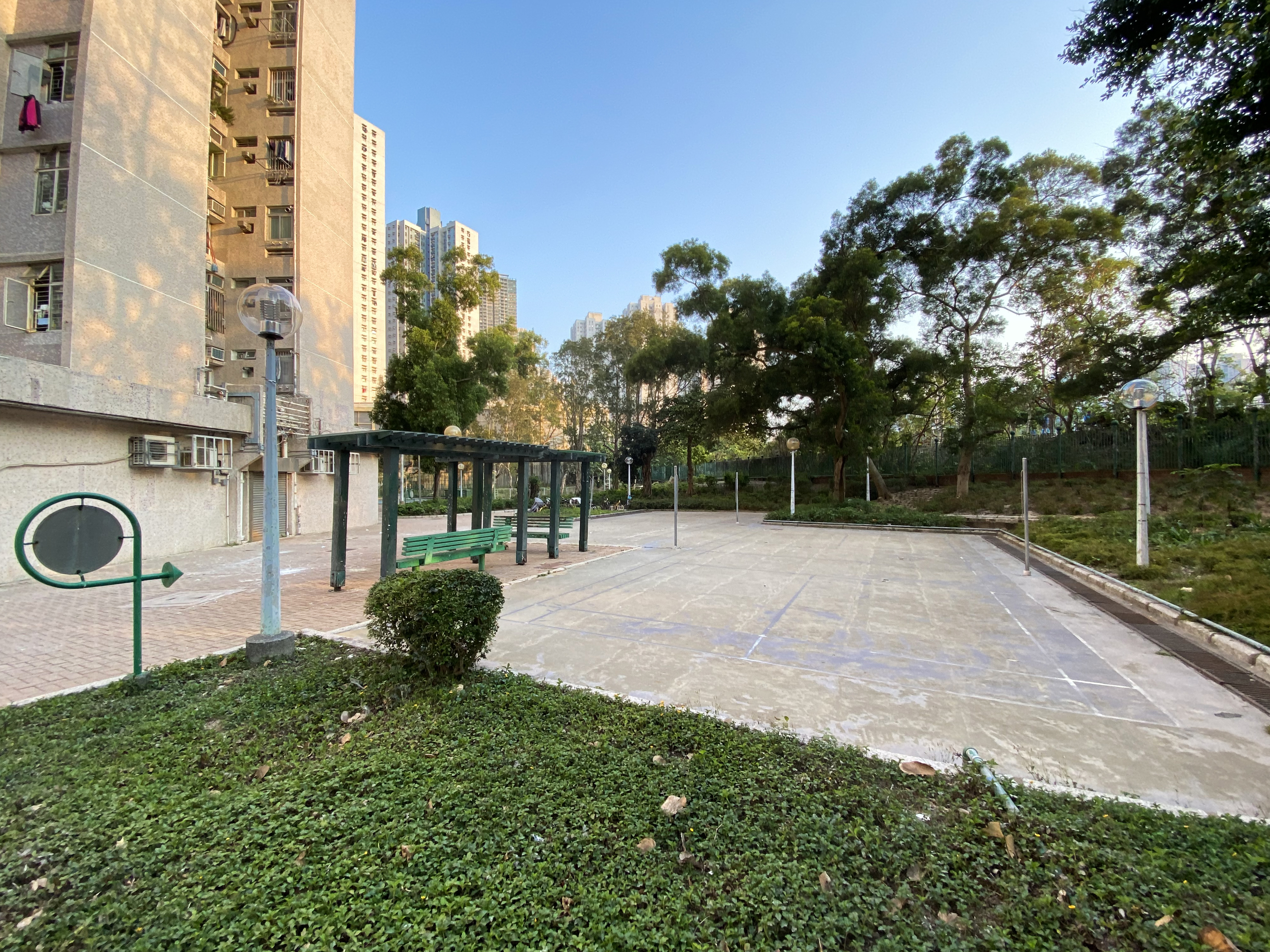
羽毛球場
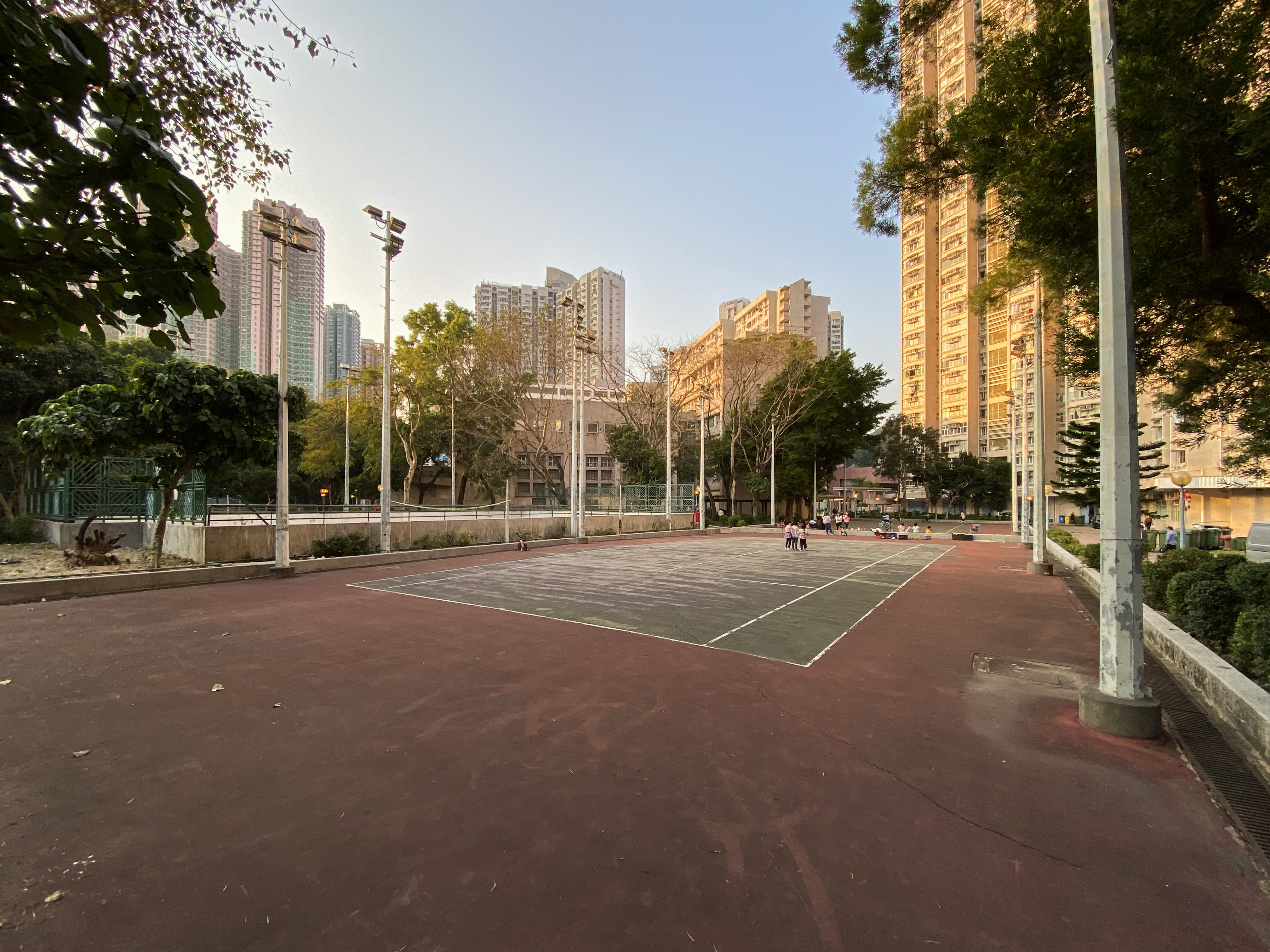
網球場
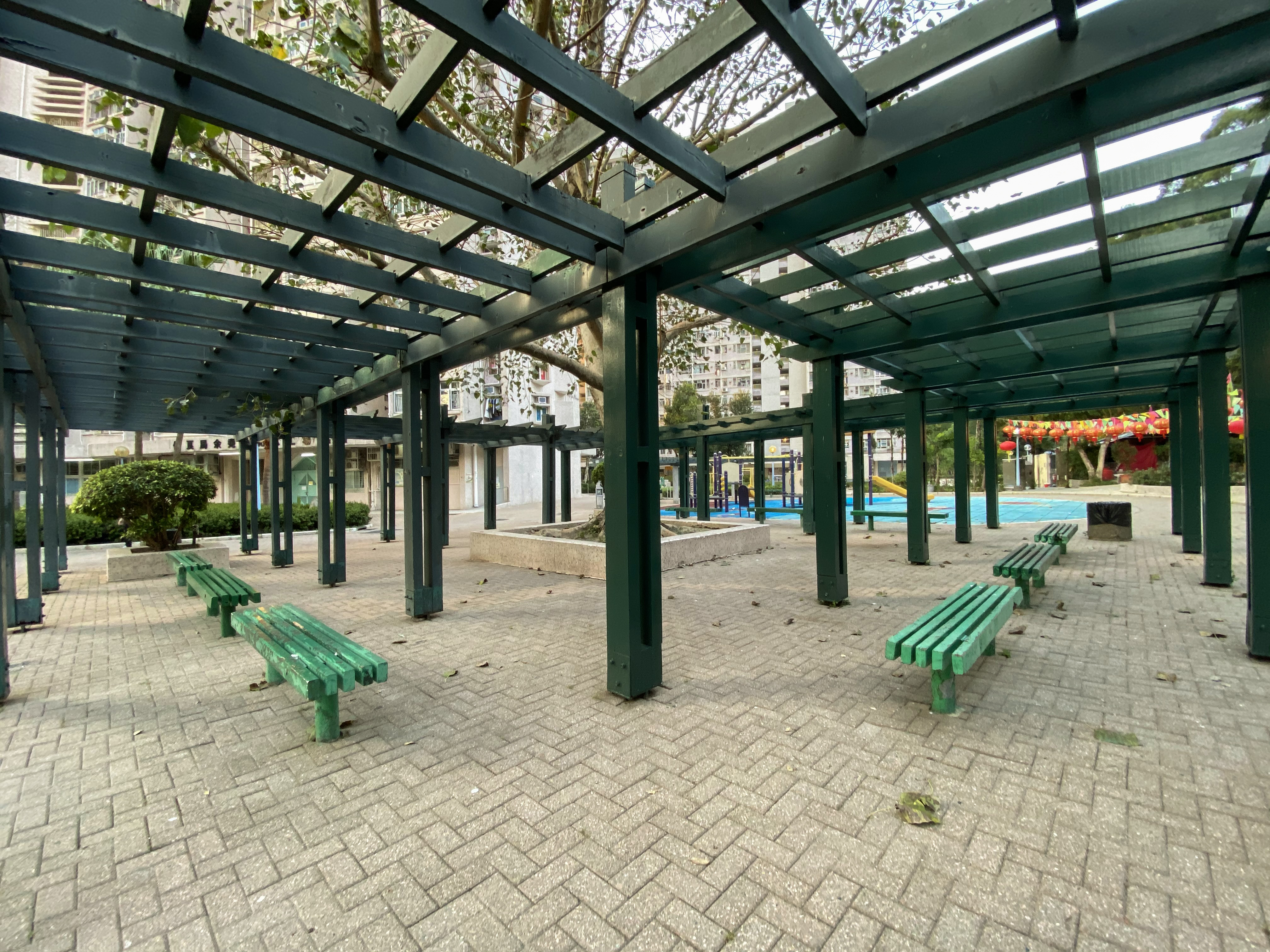
花棚
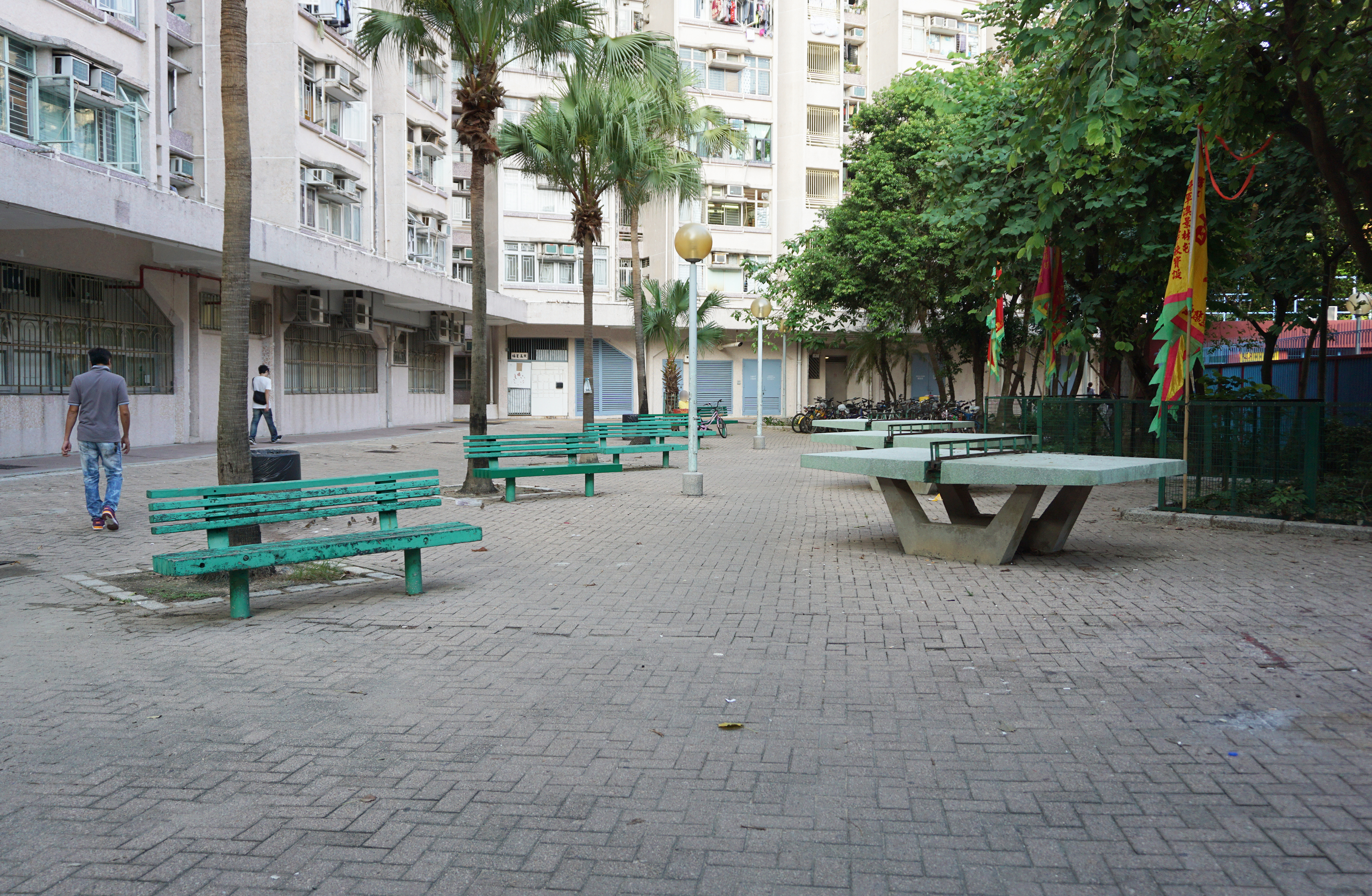
休憩區、乒乓球桌及單車停泊處
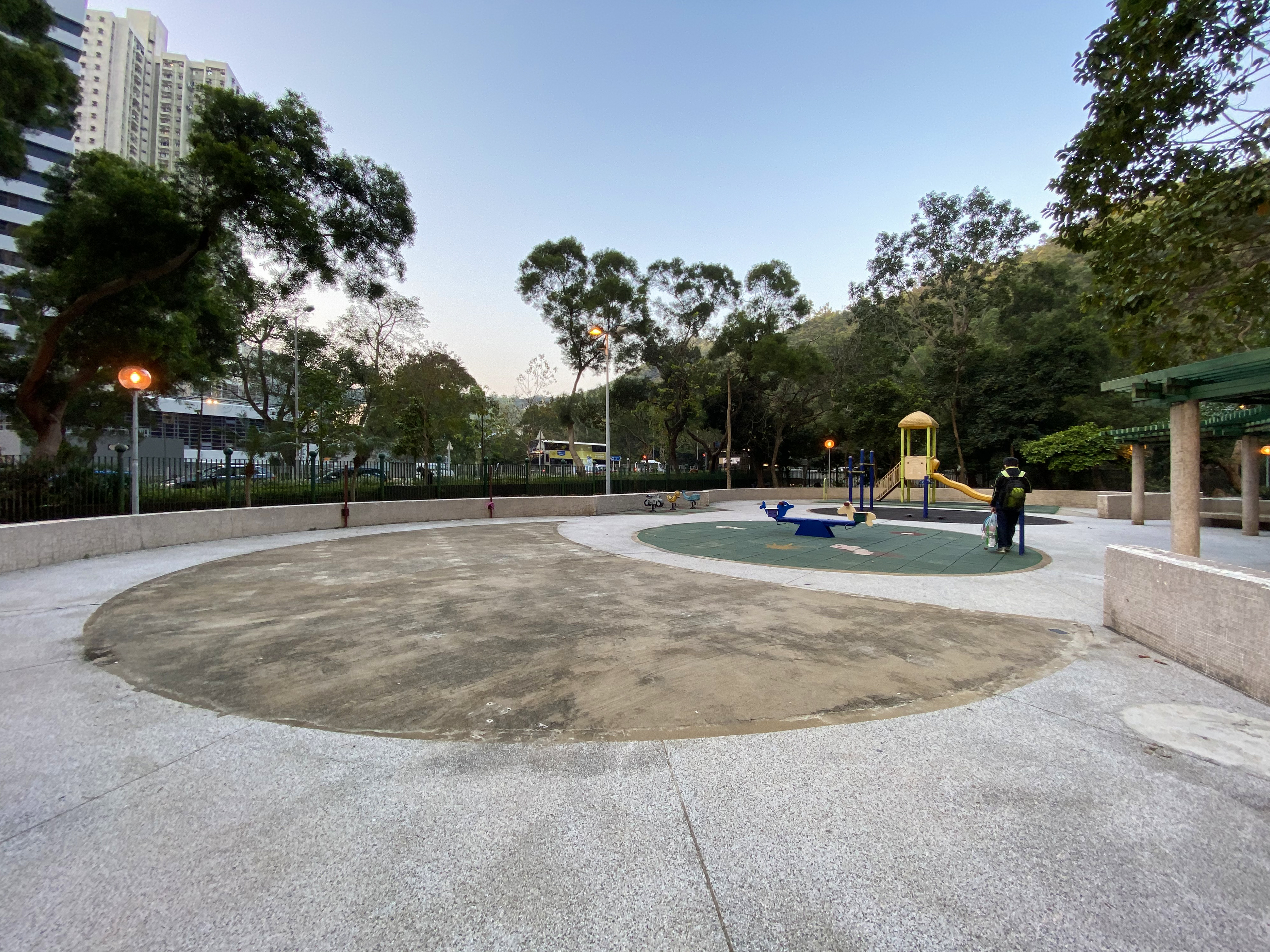
景楠樓對出的兒童遊樂場有舊款彈簧椅和搖搖板
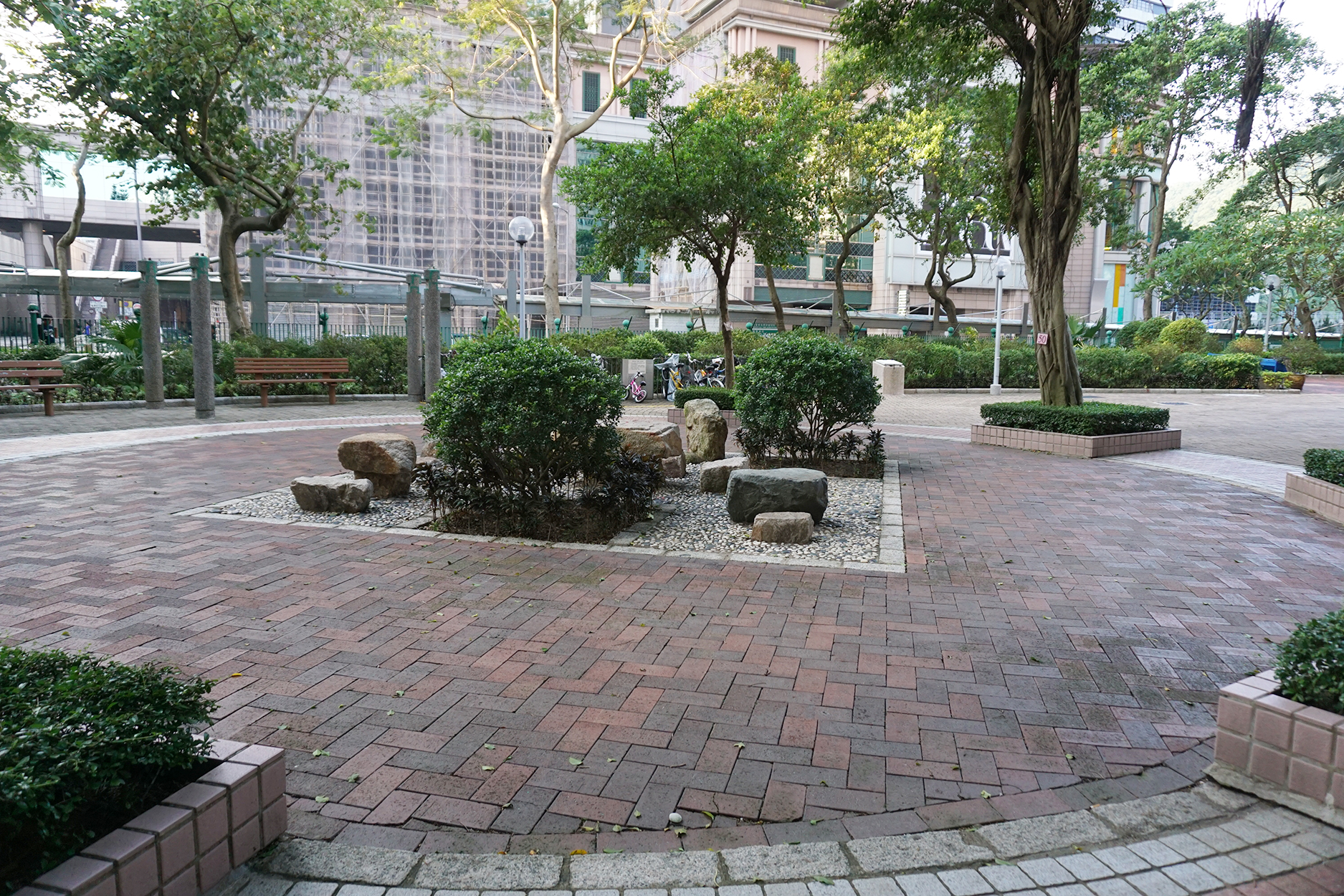
浩明苑園景

### 景林商場、街市與停車場

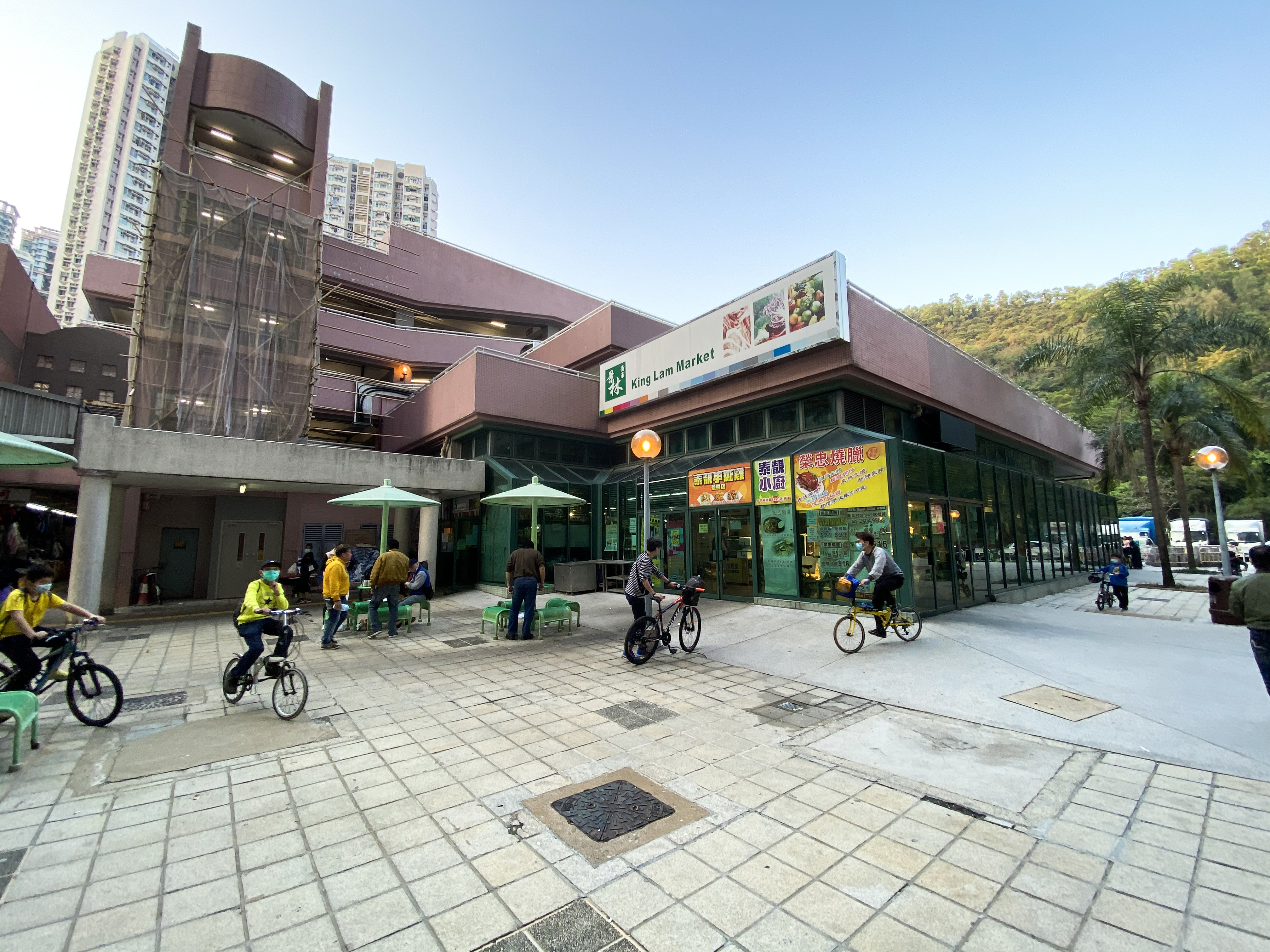
景林街市外貌（翻新前）

景林商場位於邨的中心位置，於1990年4月落成。商場樓高2層，主要由為居民售賣日常用品、食物的商店組成。商場主要店舖包括餐廳、大家樂、百佳超級市場、大昌食品（位於景松樓；已結業）、連鎖店如聖安娜餅屋、阿波羅（位於景松樓）、7-Eleven、OK便利店、日本城及其他零售行業。街市則與商場相連提供61個檔位，為居民提供日常生活所需，其中街市已於2021年5月起進行大規模翻新工程，到9月18日重新開幕。新街市以單車元素為主題，使用者可以帶同單車內進街市，並增設營業至凌晨12時的小食街和由兩位前香港單車運動員經營的單車店，提供單車和維修服務。
而松、櫚兩座地下亦設有補習中心及診所。
景林邨亦設有一所停車場，附設於商場，樓高六層提供419個泊車位給區內居民使用；邨內亦設有邨內道路連接商場、停車場及各樓宇。

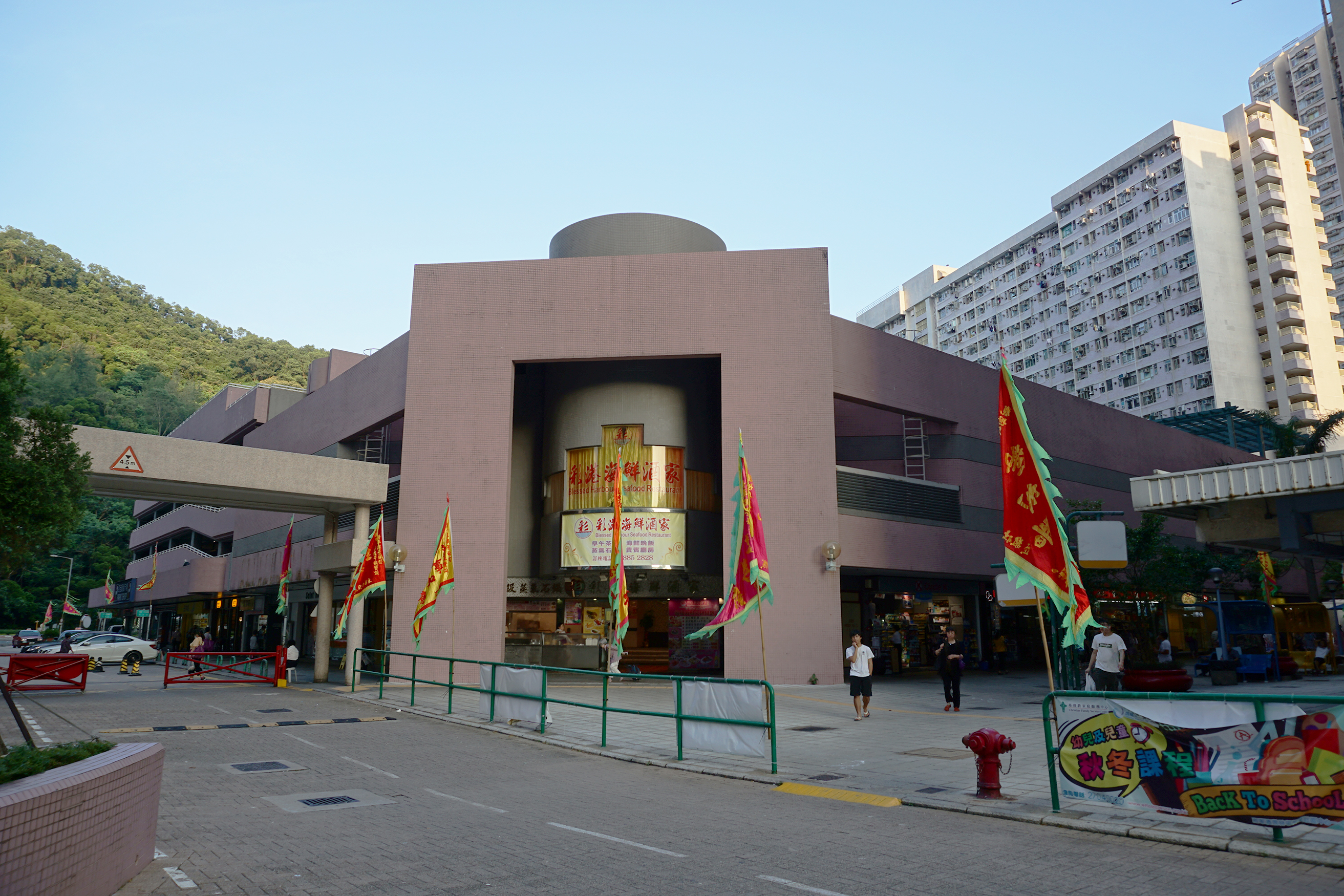
景林商場西面
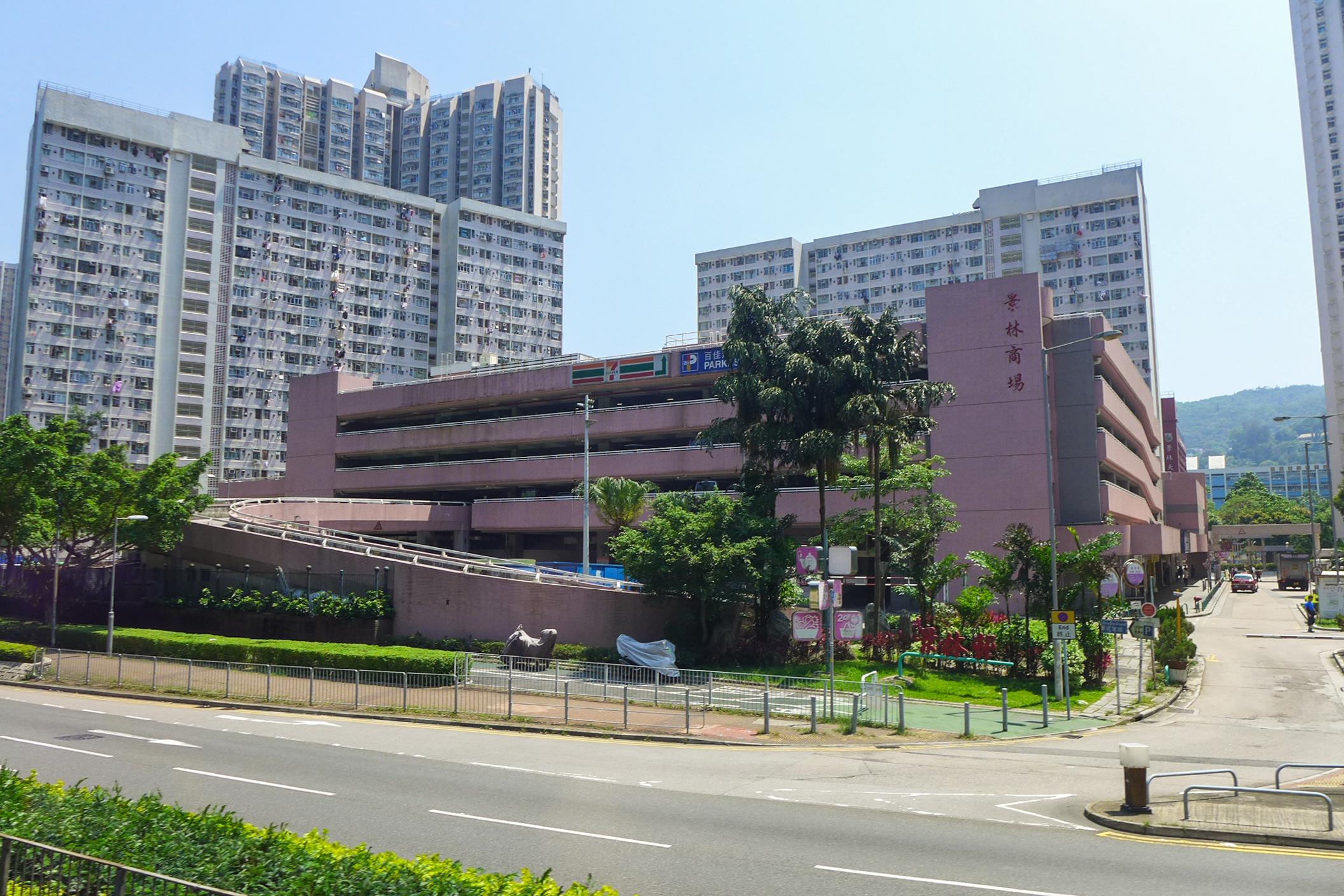
停車場及景林商場北面
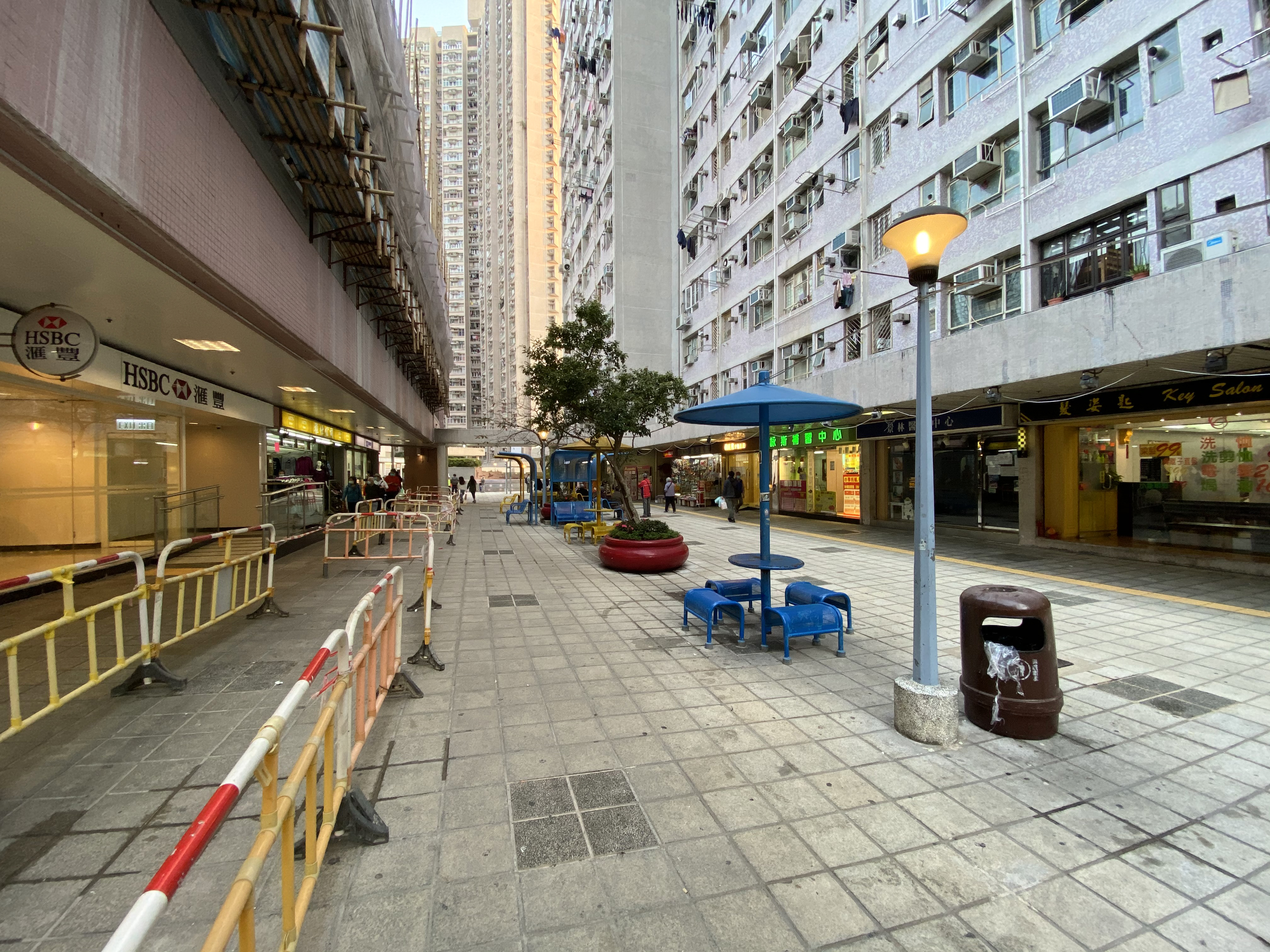
景松樓北面地舖
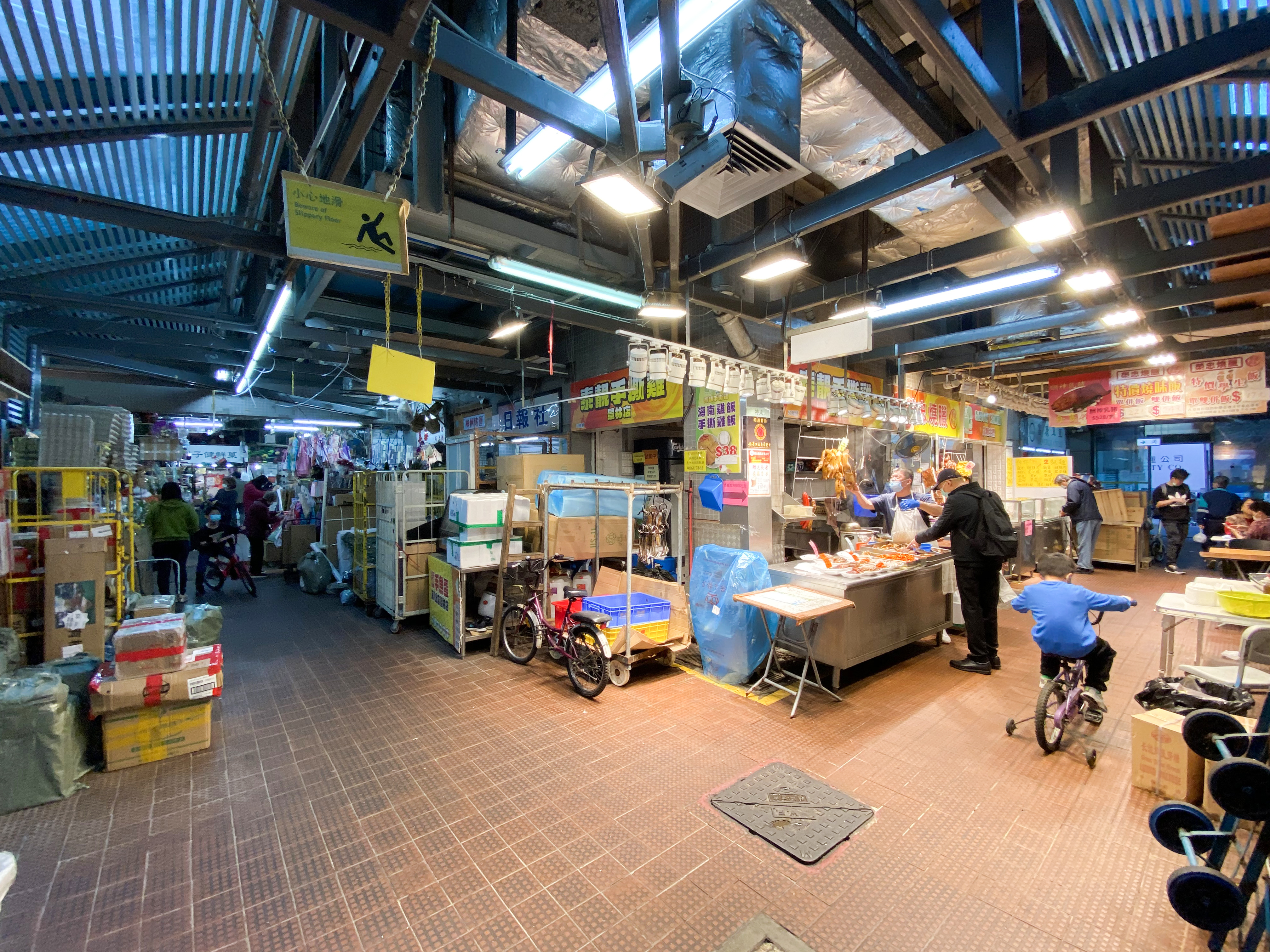
景林街市內貌 （翻新前）
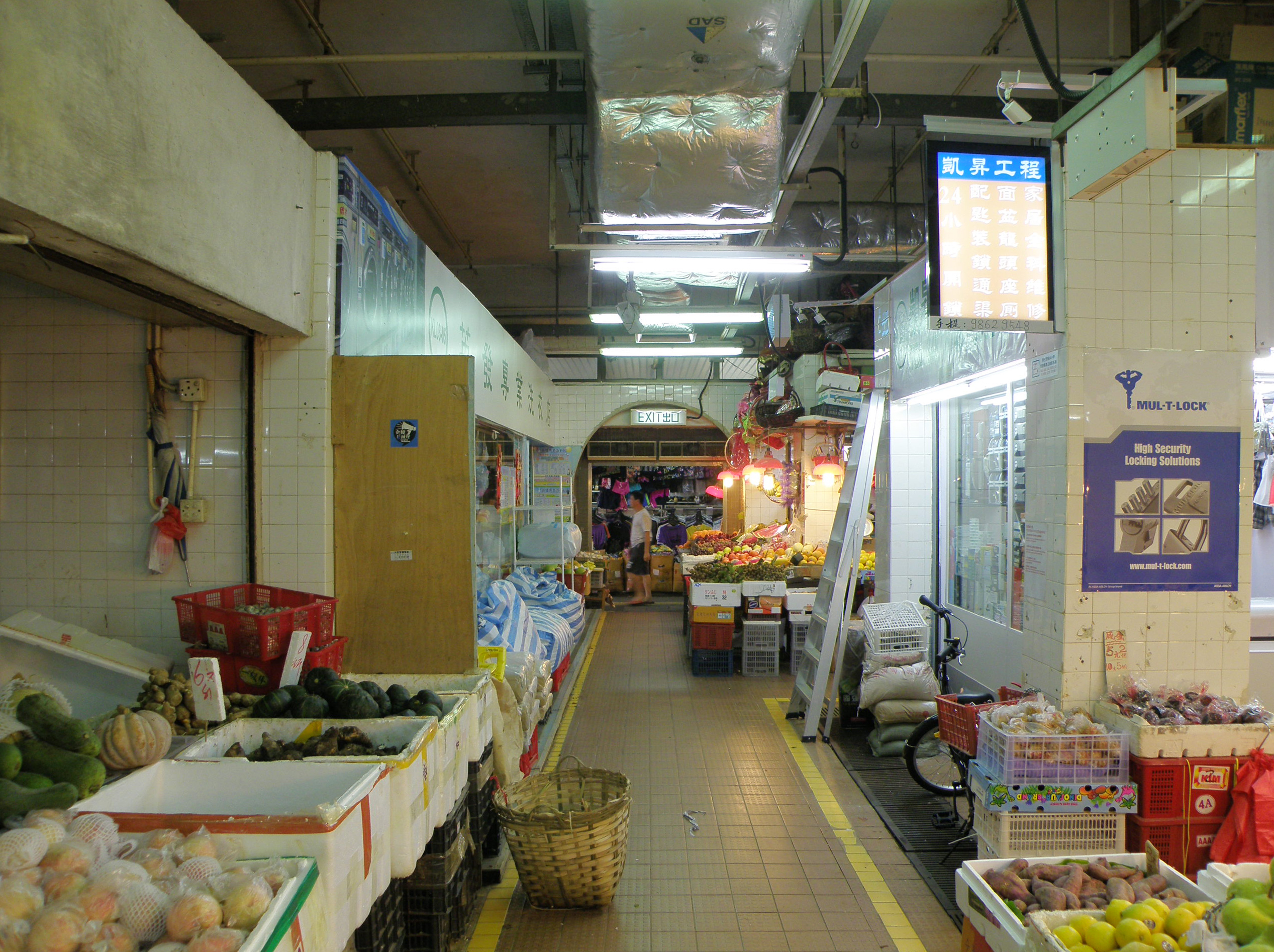
景林街市洗衣、服裝、水果及水電門鎖工程店（翻新前）
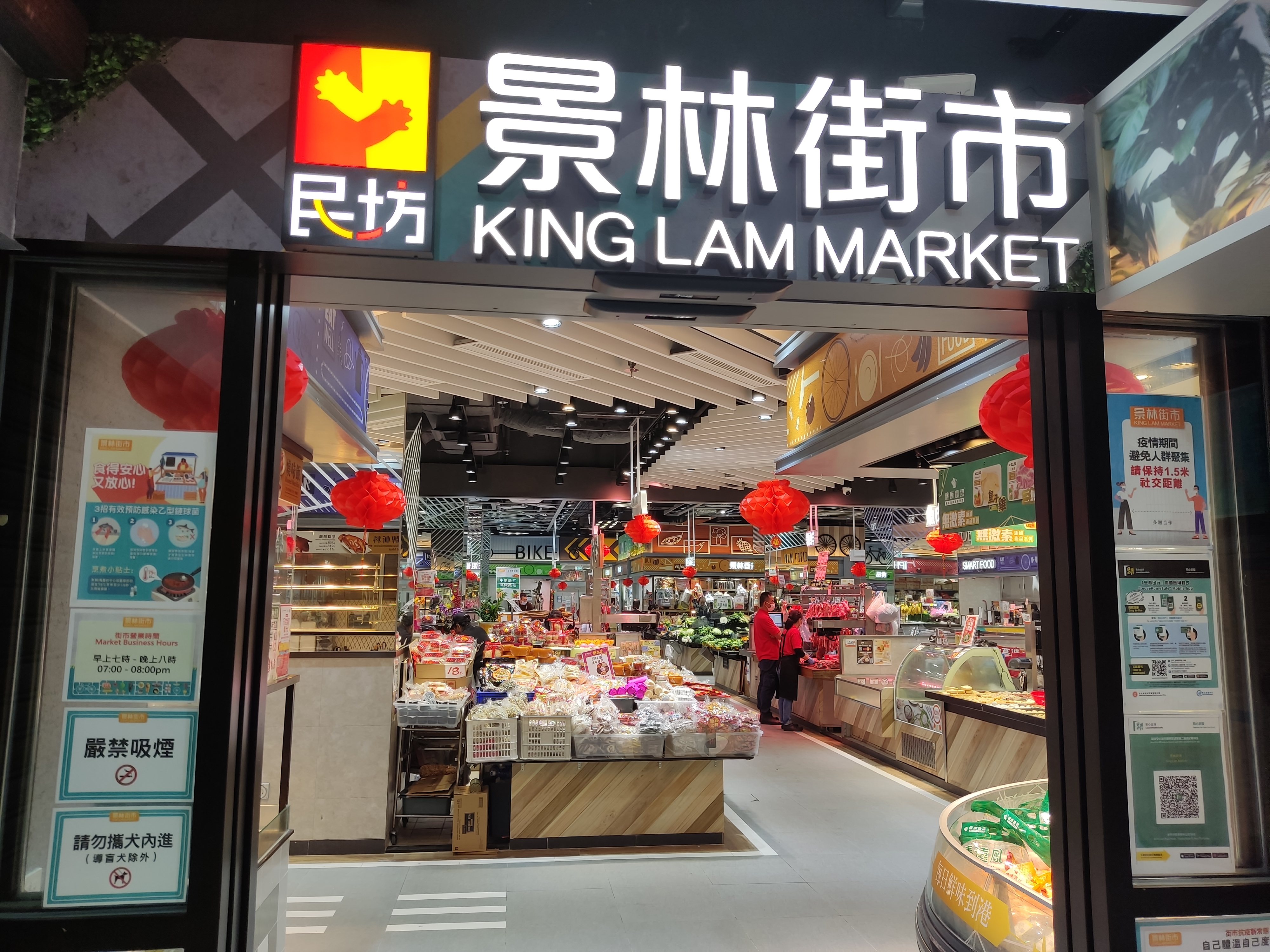
翻新後的景林街市

### 社會服務機構

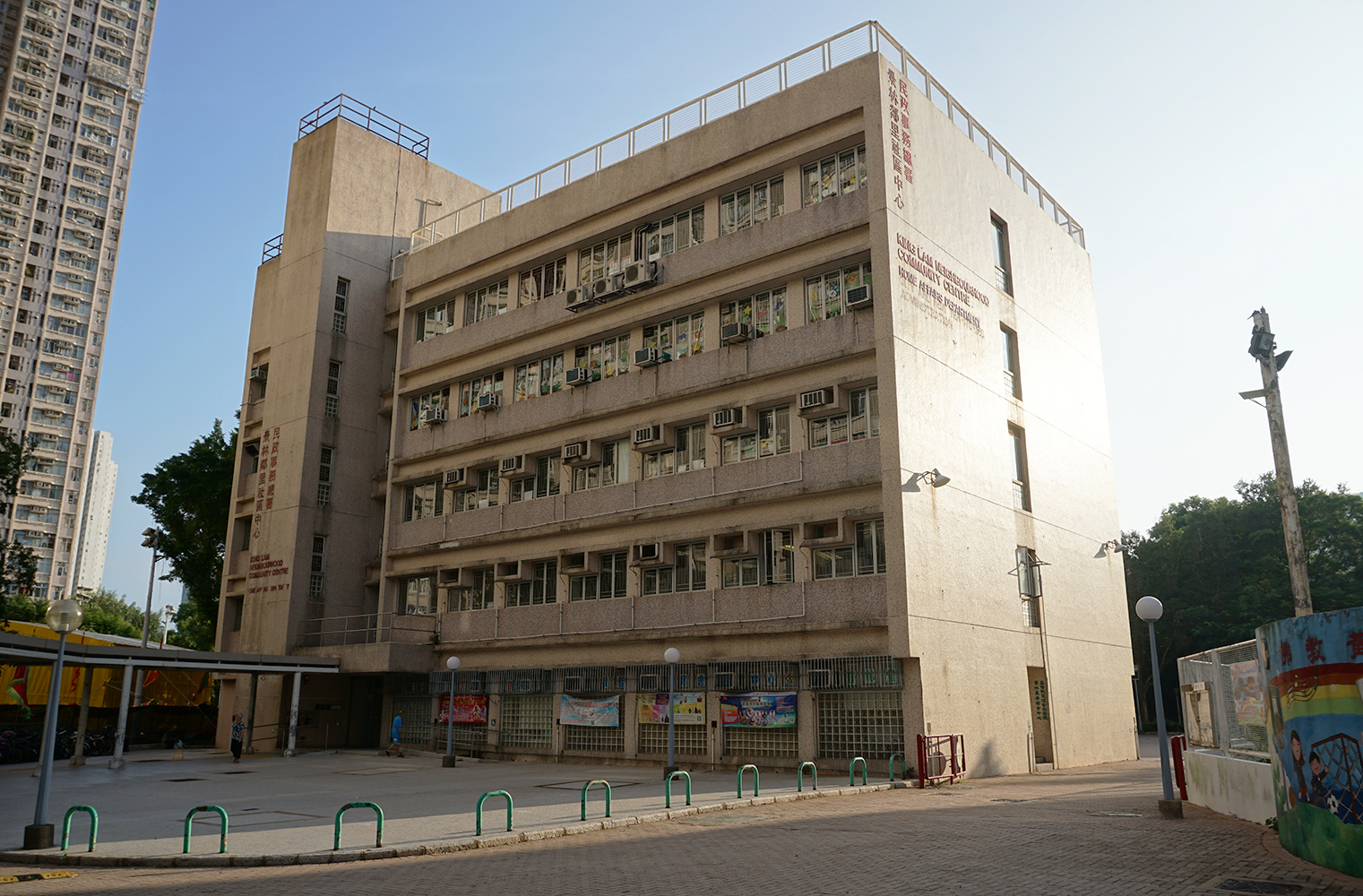
景林鄰里社區中心

#### 康復服務單位
- 保良局余堯燊紀念工場

#### 弱智成人宿舍
- 保良局景林宿舍（位於景榕樓地下及一樓（即二樓）C翼，一樓C翼翼尾的鋁窗改建，而三房單位的「劏房」的廚廁窗戶被填封以作區別）

#### 景林鄰里社區中心
| 樓層 | 機構名稱                                         |
| ---- | ------------------------------------------------ |
| 地下 | 基督教宣道會白普理景林長者鄰舍中心               |
| 地下 | 基督教家庭服務中心成龍全人發展中心（辦公室）     |
| 二樓 | 民政事務總署活動／會議室                         |
| 二樓 | 基督教家庭服務中心成龍全人發展中心（活動室）     |
| 三樓 | 香港路德會景林幼兒園                             |
| 三樓 | 基督教家庭服務中心成龍全人發展中心（報名及查詢） |

#### 兒童院舍
- 香港學生輔助會馬可紀念之家 （位於景桃樓2樓）
- 懷愛會兒童之家

#### 安老院舍
- 基督教家庭服務中心 任白慈善基金 景林安老院（位於景棉樓地下及一樓（即二樓）全部範圍）

## 教育

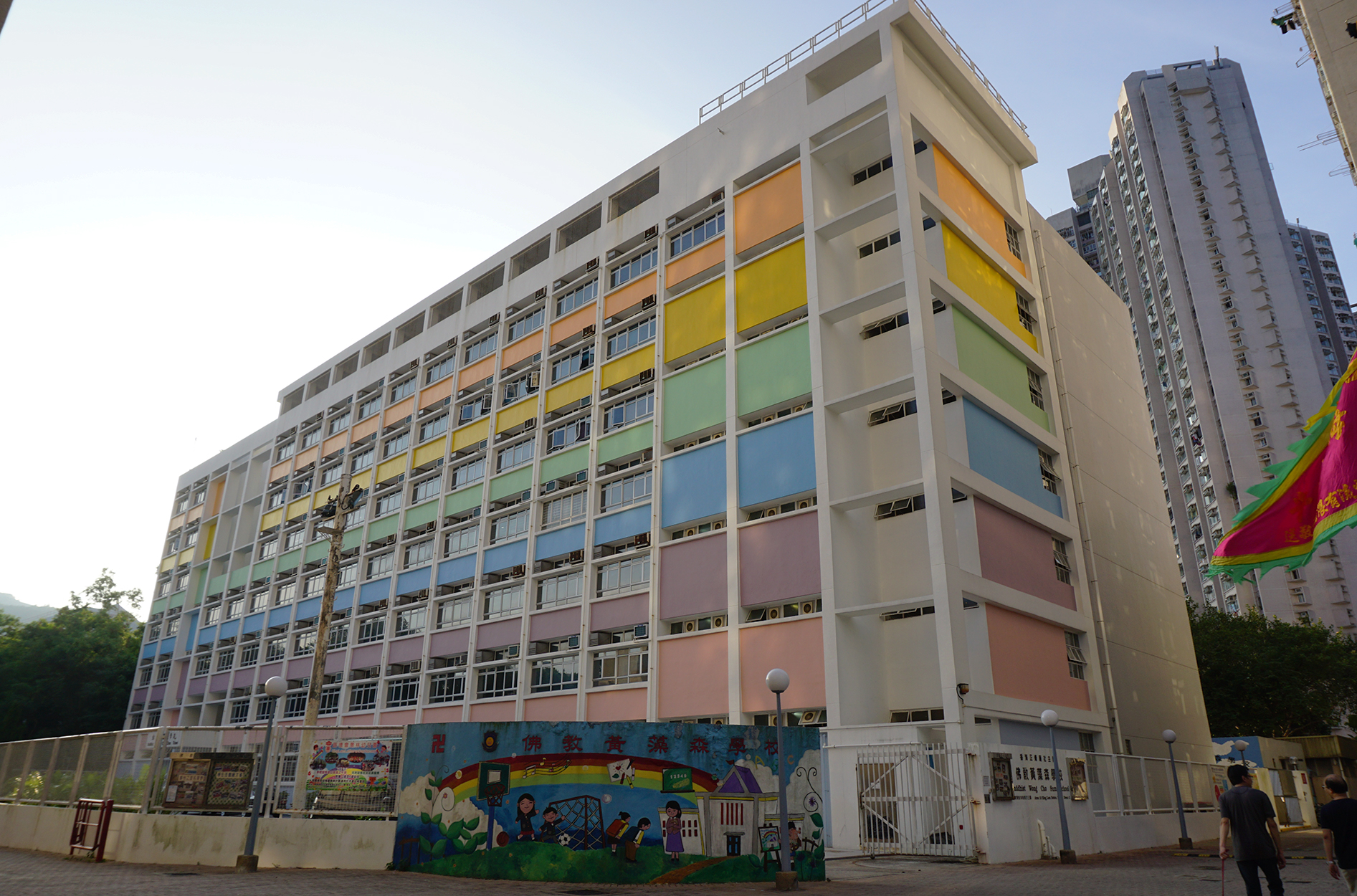
香海正覺蓮社佛教黃藻森學校

### 幼稚園
- 香港浸信會聯會香港西北扶輪社幼稚園（页面存档备份，存于） （1990年創辦）（位於景林邨景楠樓地下）
- 路德會景林幼兒園（页面存档备份，存于） （1991年創辦）（位於景林邨景林鄰里社區中心3樓）
- 東華三院力勤幼稚園（页面存档备份，存于）（1992年創辦）（位於浩明苑地下）

已結束
- 景林天主教幼稚園（1950年創辦，1991年遷入此邨）（位於景林邨景桃樓地下）

### 小學
- 景林天主教小學 （1950年創辦，1990年遷入現址）
- 香海正覺蓮社佛教黃藻森學校 （1995年創辦）

## 事件

### 僭建觀音廟

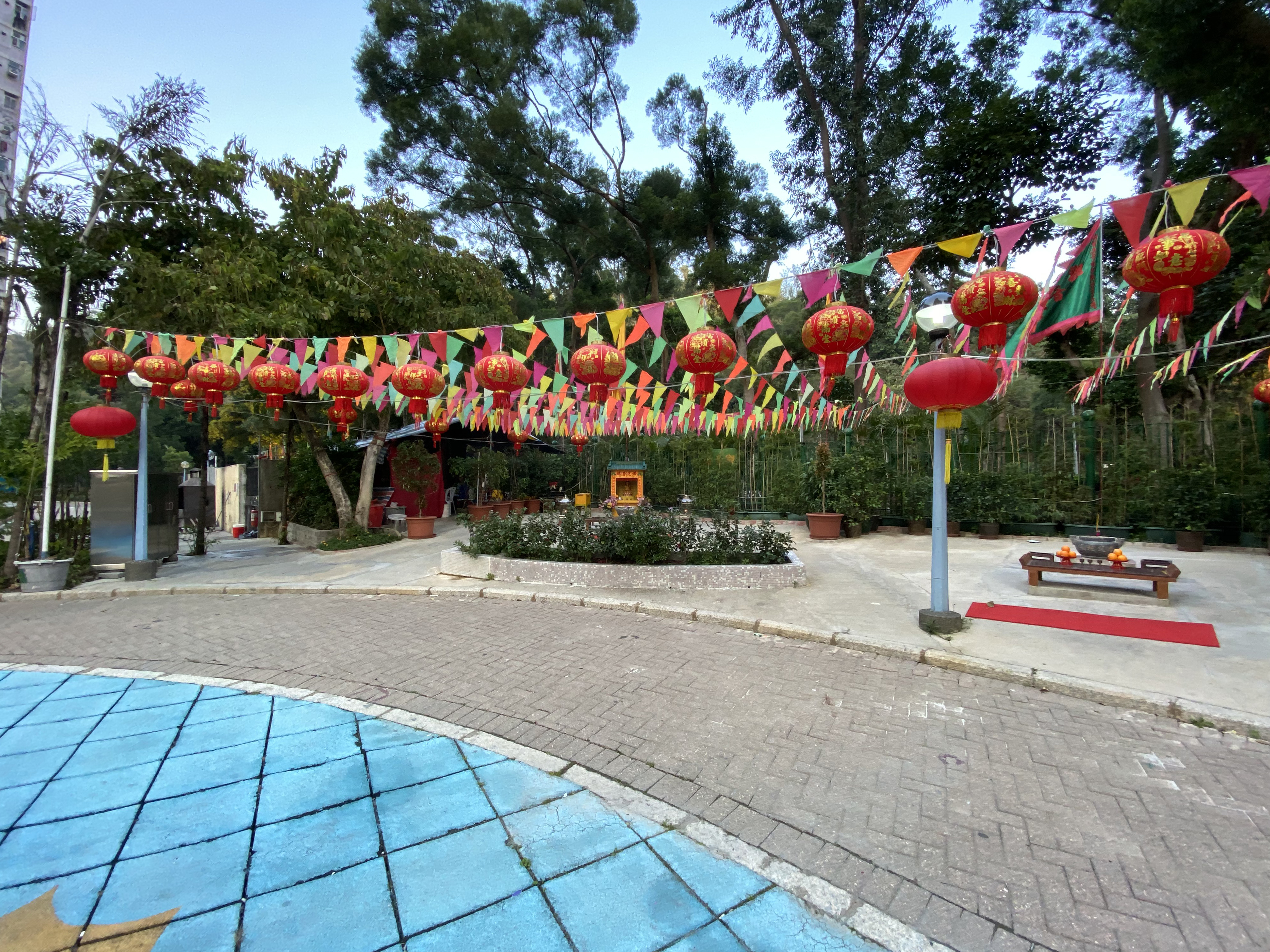
景榆樓對出遊樂場旁邊花圃，有居民在2012年自搭建一座景林觀音廟

2011年至2012年7月，邨內發生了六宗居民跳樓、吊頸、燒炭自殺慘劇，造成四人死亡。之後有居民在景榆樓對出遊樂場旁邊花圃搭建觀音廟。有居民認為是僭建物，曾多次向房屋署投訴，但法團都未有行動。到2014年7月房屋署曾派員拆廟，但一天後再出現。

### 僭建物問題
2013年及2014年，景林邨因為有僭建物導致全邨被地政總署「釘契」。
2016年全邨因僭建物問題第三次被「釘契」。

### 升降機維修致命意外
2017年11月15日早上，一名升降機維修人員在景棉樓地下維修6號升降機時，被突然向下移動的升降機夾傷，被救出送院時已經昏迷和嚴重受傷，最終於12天後不治。肇事承辦商富士達亦於事發後近一年後因此意外而被法院判罰7.1萬港元。

### 縱火案
2018年9月26日凌晨5時許，屋邨停車場2樓發生縱火案，現場火勢猛烈並傳出爆炸聲，有26輛車在火警中損毀，東九龍總區重案組接手調查案件，警方相信與尚德邨24歲少女被斬案、九龍城燒車及景林邨停車場縱火案有關。初步懷疑涉及黑幫內訌。

### 街坊進行燒衣活動 防暴警察衝入邨內搜捕
2019年8月11日，臨近盂蘭節，街坊在景林邨範圍舉行燒衣活動，焚燒印有懷疑特首林鄭月娥及警務處處長盧偉聰肖像的衣紙，警員曾經場查身分證。不過至凌晨1時許，防暴警察從將軍澳警署走出衝入邨內範圍和景松樓大廈內進行搜捕制服至少兩人帶走。其中一名黑衣青年因被指懷疑藏有眼罩、頭盔及防毒面罩而被戴上手扣，押上警車問話調查。警員查看其手機即時通訊程式的言論後，發現沒有參與前線抗爭的證據才釋放。

### 保安被指為警察卧底
2019年8月25日凌晨，一名30多歲姓李的男子於景松樓作夜更替更保安時，有街坊表示平日出入並無見過涉事的保安員，而該名男子身材也特別健碩，懷疑他真正身份是警察，做卧底混入大廈搜集資料。該保安員其後便返回景櫚樓控制室以手機拍攝閉路電視畫面，引起街坊不滿，認為管理公司絕對需要交代事件。之後保安行動主任到場現身交代事件，並向該名涉事保安檢查並確認他有保安員證，並要他刪除手機相片但卻拒絕，保安主任以「違反守則」決定將他解僱，惟他以「擔心自身安全」為由，不肯離開控制室。至凌晨3時許保安主任報警處理，警員其後到場調查並將該名男子帶走。警方發言人證實涉事保安員並非警務人員，將案件列作投訴滋擾處理。

### 特首辦前新聞主任墮樓身亡
2020年4月4日，在特首辦任職新聞主任的姓譚32歲男子，在3月30日以私人理由向政府新聞處總部辭職後，從景桃樓高層寓所墮下，警方及消防接報到場當場證實男子死亡。警方稱事件無可疑。特首辦及政府新聞處向其家人表示慰問，而同事形容特首辦工作壓力大，士氣亦低。

### 綠置居單位被發現為「曱甴屋」
2021年11月底，有市民從綠置居計劃買入景桃樓一個租置屋邨回收單位，不過落訂後才發現鄰居為長期拾荒者，其單位不但因堆滿垃圾發出惡臭，在公共走廊外亦有大量曱甴出現，嚴重影響公共衞生。同層其他住戶亦指出該單位持續多年的衞生問題一直未有解決，而房署一直推卸責任給物業管理公司下，結果同層其他住戶長期受到困擾。市民不滿房署在放售前沒有安排睇樓，正考慮撻訂。房屋署回覆查詢時指會已經聯絡有關租戶作出警告，但同時指出避免對業主/租戶帶來不便下，不會安排準買家參觀回收單位。

### 法團相關爭議
2015年洪天求當選法團主席，其法團被指管理不善、財政不透明，本應在2020年2月舉行換屆選舉，法團委員至11月仍拒絕召開大會。及至2021年4月8日宣佈25日舉行，當區區議員張偉超及其組織景林關注組參選，遭到恐嚇，張偉超父母需搬離景林邨。法團於20日以未能及時租用合適場地為由取消業主周年大會。其後延至10月20日舉行，有不明人士衝上台，令會議暫停3小時，居民發現一名衝擊男子曾跟蹤關注組成員之一人；會議主持人發現有約70張重複的授權票，洪天求突然上台宣布流會。